# William Stern
William Stern (n. 29 aprilie 1871 — d. 27 martie 1938) a fost un psiholog și filozof german, director al Institutului de Psihologie a Universității din Hamburg (1916–1933). După instaurarea dictaturii fasciste în Germania (1933) a emigrat.
Este un reprezentant al psihologiei diferențiale (teoria personalității). Principalele sale lucrări:
- Limbajul copiilor (1907)
- Psihologie diferențială (1911)

Stern s-a ocupat și de aplicarea în practică a psihologiei.